# خنزير غاسكون
خنزير غاسكون (بالفرنسية: Porc gascon)‏ سلالة نادرة من الخنازير المستأنسة نجا في المناطق الجبلية والنائية من منطقة ميدي بيرينه الفرنسية. تبقى الصغار مع أمها إلى عمر 3 أشهر، وتذبح في عمر 9 إلى 18 شهر ووزن 60 إلى 120 كغم.